# 2025年亚洲冬季运动会单板滑雪比赛
2025年亚洲冬季运动会单板滑雪比赛是2025年亚洲冬季运动会的一个比赛项目，原定于2025年2月8日至13日在中国哈尔滨市的亚布力滑雪场进行，后来受天气影响而提前一天结束，此次比赛共设6个小项，包括3个男子小项和3个女子小项。

## 赛程
以下是单板滑雪项目的具体赛程安排，其中男子和女子U型场地技巧决赛因天气原因取消，组委会决定以预赛成绩作为最终排名依据：
| 日期    | 时间  | 项目                        |
| ------- | ----- | --------------------------- |
| 2月8日  | 8:45  | 男子坡面障碍技巧预赛        |
| 2月8日  | 11:05 | 女子坡面障碍技巧决赛        |
| 2月8日  | 13:30 | 男子坡面障碍技巧决赛        |
| 2月10日 | 11:00 | 女子大跳台决赛              |
| 2月10日 | 11:18 | 男子大跳台决赛              |
| 2月12日 | 10:00 | 女子U型场地技巧预赛         |
| 2月12日 | 12:00 | 男子U型场地技巧预赛         |
| 2月13日 | 11:00 | 女子U型场地技巧决赛（取消） |
| 2月13日 | 11:20 | 男子U型场地技巧决赛（取消） |

## 奖牌榜
*   主办国家/地区（中国）
| 排名                     | 国家 / 地区              | 金牌 | 銀牌 | 銅牌 | 总计 |
| ------------------------ | ------------------------ | ---- | ---- | ---- | ---- |
| 1                        | 中国*                    | 3    | 4    | 1    | 8    |
| 2                        | 韩国                     | 2    | 0    | 3    | 5    |
| 3                        | 日本                     | 1    | 2    | 2    | 5    |
| 总计（共3个国家 / 地区） | 总计（共3个国家 / 地区） | 6    | 6    | 6    | 18   |

## 奖牌得主

### 男子
| 项目         | 金牌                 | 金牌   | 银牌                       | 银牌   | 铜牌                 | 铜牌   |
| 坡面障碍技巧 | 李超恩 · 韩国（KOR） | 90.00  | 刘昊宇 · 中国（CHN）       | 76.00  | 姜栋勋 · 韩国（KOR） | 74.00  |
| U型场地技巧  | 金志勋 · 韩国（KOR） | 78.00  | 菊地原小弥汰 · 日本（JPN） | 75.00  | 李侨 · 韩国（KOR）   | 69.75  |
| 大跳台       | 杨文龙 · 中国（CHN） | 193.25 | 姜鑫傑 · 中国（CHN）       | 160.25 | 康东宪 · 韩国（KOR） | 158.75 |

### 女子
| 项目         | 金牌                   | 金牌   | 银牌                   | 银牌   | 铜牌                   | 铜牌   |
| 坡面障碍技巧 | 张小楠 · 中国（CHN）   | 95.25  | 熊诗芮 · 中国（CHN）   | 75.25  | 石井斐毬 · 日本（JPN） | 69.50  |
| U型场地技巧  | 清水纱良 · 日本（JPN） | 98.00  | 富田瀨奈 · 日本（JPN） | 93.75  | 武绍桐 · 中国（CHN）   | 86.50  |
| 大跳台       | 熊诗芮 · 中国（CHN）   | 164.00 | 张小楠 · 中国（CHN）   | 156.75 | 石本铃花 · 日本（JPN） | 134.50 |

## 参赛代表团
以下是单板滑雪项目的参赛代表团：
- 阿富汗（3）
- 柬埔寨（4）
- 中国（12）
- 印度（4）
- 日本（10）
- 韩国（10）
- 科威特（1）
- 黎巴嫩（4）
- 菲律宾（1）
- （1）
- 泰国（1）
- 阿拉伯联合酋长国（2）